# Tránsito Amaguaña
Rosa Elena Tránsito Amaguaña Alba, född den 10 september 1909, död den 10 maj 2009 var en ecuadoriansk aktivist för urprungsfolks rättigheter.
Amaguaña, föddes i en familj som ägdes av en lokal markägare. Hon hjälpte sina föräldrar på deras lilla mark. Familjen arbetade sju dagar i veckan utan lön och fick i gengäld odla mat till sig själva. Hennes mor, Mercedes Alba, var politiskt engagerad.
Under 40-talet grundade Amaguaña organisationen Federación Ecuatoriana de Indios (FEI) tillsammans med Dolores Cacuango.
Hon tilldelades Premio Eugenio Espejo 2003 av president Lucio Gutiérrez för sitt politiska arbete.